# Egon Erwin Kisch
Egon Erwin Kisch (Prag, 29. travnja 1885. – Prag, 31. ožujka 1948.), češki pisac i novinar njemačkog izraza 
Puno je putovao i u književnim reportažama prikazao tzv. američki raj, život londonskih beskućnika, preobražaj Rusije poslije Oktobarske revolucije. Sa simpatijom je pratio borbu sirotinje i bio uvjeren u neizbježnost obračuna u kojem proleteri nemaju što izgubiti.

## Djela
- "Pustolovine u Pragu",
- "Munjeviti reporter",
- "Pustolovine na pet kontinenata",
- "Zapiši to, Kisch!".